# American Doll Posse
American Doll Posse è il nono album in studio di Tori Amos, pubblicato ad aprile 2007 ed ha raggiunto la posizione n. 5 nella Billboard 200 e nei Paesi Bassi, la n. 7 in Finlandia e la n. 10 in Germania.

## Il disco
L'album, distribuito dalla Epic Records, è stato registrato nei Martian Engineering in Cornovaglia (Inghilterra).
Il disco è interamente scritto e prodotto da Tori Amos, che oltre al piano, ha suonato numerose tastiere e ha recuperato l'harpsichord, utilizzato per l'ultima volta nel 1999, nel singolo "Glory Of The '80s" (To Venus and Back).

## Tracce
1. Yo George (Isabel) - 1:25
2. Big Wheel (Tori) - 3:15
3. Bouncing Off Clouds (Clyde) - 4:06
4. Teenage Hustling (Pip) - 4:02
5. Digital Ghost (Tori) - 3:50
6. You Can Bring Your Dog (Santa) - 4:04
7. Mr. Bad Man (Isabel) - 3:18
8. Fat Slut (Pip) - 0:41
9. Girl Disappearing (Clyde) - 4:00
10. Secret Spell (Santa) - 4:04
11. Devils and Gods (Isabel) - 0:53
12. Body and Soul (Pip und Santa) - 3:56
13. Father's Son (Tori) - 3:59
14. Programmable Soda (Santa) - 1:25
15. Code Red (Tori) - 5:27
16. Roosterspur Bridge (Clyde) - 4:01
17. Beauty of Speed (Clyde) - 4:06
18. Almost Rosey (Isabel) - 5:26
19. Velvet Revolution (Pip) - 1:19
20. Dark Side of the Sun (Isabel) - 4:16
21. Posse Bonus (Tori) - 1:45
22. Smokey Joe (Pip) - 4:19
23. Dragon (Santa) - 5:03